# Quintette à vent de Kurtág
Pour les articles homonymes, voir Quintette à vent (homonymie).
Le Quintette à vent de György Kurtág est un quintette pour flûte, hautbois, clarinette, cor et basson. Composé en 1959, il est dédié à Ferenc Sulyok. Il est en huit brefs mouvements.

## Structure
1. Lento
2. Agitato
3. Vivo
4. Molto sostenuto
5. Rubato, improvisando
6. Grave ma con slancio
7. Mesto
8. Rubato, molto agitato

- Durée d'exécution : sept minutes.